# Provincia di Pailin
La provincia di Pailin (in Khmer: ប៉ៃលិន) è situata nella Cambogia occidentale, al limite settentrionale dei Monti dei Cardamomi e sul confine con la Thailandia. È famosa nel mondo per essere stata a lungo una fortezza degli Khmer rossi, rimanendo sotto loro diretto controllo anche dopo la loro sconfitta, subita 1979, e ha servito dal 1994 al 1998 come capitale del "Governo provvisorio di Unità Nazionale e Salvezza Nazionale di Cambogia". La provincia di Pailin è famosa nel paese soprattutto per le sue risorse naturali, come pietre preziose e legname.
Con il decreto reale del 22 dicembre 2008, il sovrano Norodom Sihamoni ha sancito la creazione della provincia di Pailin (insieme alle province di Kep e di Sihanoukville).

## Storia
Una volta parte dell'Impero Khmer, la provincia di Pailin venne conquistata nel 1558 da parte del Regno del Myanmar sotto l'egida del sovrano Bayinnaung e più tardi passò sotto il controllo del Regno di Thailandia (prendendo il nome di Phailin, in Thai: ไพลิน) fino al 1946, quando fu riconsegnata alla Cambogia.
Nei primi anni '70, Pailin divenne una provincia fiorente grazie agli introiti derivati dai depositi di gemme preziose di cui sono ricche le sue rocce. Proprio a causa di questa ricchezza, la provincia di Pailin fu una delle prime ad essere invase dall'offensiva degli Khmer rossi contro il governo nazionale. Non ci furono azioni di resistenza e i soldati khmer vennero accolti come liberatori mentre marciavano nelle strade del capoluogo. Le grandi entrate, generate dai processi di estrazione mineraria, aiutarono il movimento degli Khmer Rossi a finanziare la loro offensiva e successivamente il loro stesso governo una volta acquisito il potere. Quando l'Esercito Vietnamita riuscì a estrometterli dal potere, gran parte della dirigenza Khmer si ritirò a Pailin, dove tutt'oggi continuano a vivere.

## Economia
Sin dalla fine del conflitto la provincia ha assistito ad un lento declino economico e al fallimento delle locali attività commerciali, ma grazie alla stabilità politica generata dal nuovo governo l'area sta assistendo ad un forte incremento del turismo, volto alla riscoperta degli antichi templi, all'esplorazione delle foreste incontaminate e all'osservazione della fauna locale.
Il sottosuolo locale è da sempre ricco di una vasta gamma di pietre preziose e, soprattutto sotto il governo Khmer, si ha assistito ad un forte sfruttamento di queste risorse, con conseguenti danni all'ecosistema.

## Mine terrestri
Così come nel resto del Paese, anche la provincia di Pailin fu altamente minata durante tutto il periodo bellico. Tutt'oggi numerosi sono i territori non ancora bonificati che mettono in serio pericolo la vita degli abitanti. Le operazioni di sminamento in corso sono sostenute dall'Organizzazione delle Nazioni Unite e portate a compimento dal Centro d'Azione Cambogiano anti-Mine (CMAC). Questo centro si occupa anche dell'informazione a prevenzione di incidenti dovuti ai residuati bellici.

## Luoghi di Interesse
Il Wat Phnom Yat è un tempio buddista, costruito nel 1922 da migranti provenienti dal Myanmar, nel cuore della città di Pailin e funge da centro spirituale.
La Wat Rattanak Sophoan è una pagoda poco distante dal Wat Phnom Yat in stile brumese risalente al XV secolo. Sui muri del recinto che circonda la struttura, sono presenti dei bassorilievi che descrivono la saga Hindu del Samudra manthan (in Khmer: Ko Samutra Teuk Dos) che descrive e spiega l'origine di Amrita, l'acqua della vita eterna.